# Виктория (женский футбольный клуб, Ставрополь)
Виктория — российский женский футбольный клуб из Ставрополя. Основан в 1990 году, расформирован в 1995 году.

## Прежние названия
- 1990—1992 — «Виктория»
- 1993—1995 — «Виктория-ЗАП»

## История
В 1992 году «Виктория» нанесла единственное поражение вышедшей в высшую лигу Чемпионата России клубу «Калужанка» со счетом 2:1. В этом же году была одержана самая крупная победа 7:1 над клубом «Аторис» (Москва). Самое крупное поражение в Чемпионате России было получено от «Кубаночки» (Краснодар) со счетом 0:5, два раза в сезоне 1995.

## Достижения

### Титульные
- 3-е место в зональном этапе Первой лиги СССР: 1991
- 5-е место Первой лиги России: 1995
- 1/8 финала Кубка России: 1992, 1993, 1995

### Матчевые
самые крупные победы
- 7:1 над «Аторис» в Первой лиге России в 1992 году, 6:0 над ЦСК ВВС-2 в Первой лиге России в 1995 году
- 3:0 над «Танаисом» в Кубке России в 1994 году

самые крупные поражения
- 0:5 два раза от «Кубаночки» в Первой лиге России в 1995 году
- 0:6 от «СКИФ-Фемины» в Кубке России в 1993 году

## Статистика выступлений
без учёта мячей забитых в сериях послематчевых пенальти
с учётом технических результатов

| Сезон                             | Клуб                              | Чемпионат СССР                    | Чемпионат СССР                    | Чемпионат СССР                    | Чемпионат СССР | Чемпионат СССР | Чемпионат СССР | Чемпионат СССР | Чемпионат СССР | Чемпионат СССР | Чемпионат СССР | Чемпионат СССР | Кубок         | Источники   |
| Сезон                             | Клуб                              | Лига                              | Этап                              | Место                             | И              | В              | Н              | П              | МЗ             | МП             | РМ             | О              | Кубок         | Источники   |
| --------------------------------- | --------------------------------- | --------------------------------- | --------------------------------- | --------------------------------- | -------------- | -------------- | -------------- | -------------- | -------------- | -------------- | -------------- | -------------- | ------------- | ----------- |
| 1990                              | Виктория                          | Первая лига                       | Первая зона                       | 9 из 12                           | 22             | 5              | 7              | 10             | 11             | 26             | -15            | 17             | не проводился | [ 1 ] [ 2 ] |
| 1991                              | Виктория                          | Первая лига                       | Третья зона                       | 3 из 8                            | 14             | 4              | 8              | 2              | 15             | 8              | +7             | 16             | не участвовал | [ 1 ] [ 3 ] |
|                                   |                                   | Чемпионат России                  |                                   |                                   |                |                |                |                |                |                |                |                |               |             |
| 1992                              | Виктория                          | Первая лига                       | —                                 | 7 из 13                           | 24             | 10             | 7              | 7              | 18             | 10             | +8             | 27             | ⅛ финала      | [ 1 ] [ 4 ] |
| 1993                              | Виктория-ЗАП                      | Первая лига                       | —                                 | 7 из 11                           | 20             | 6              | 6              | 8              | 23             | 23             | 0              | 18             | ⅛ финала      | [ 1 ] [ 5 ] |
| 1994                              | Виктория-ЗАП                      | Первая лига                       | Основной турнир                   | 6 из 7                            | 12             | 5              | 2              | 5              | 13             | 13             | 0              | 12             | 3ОТ           | [ 1 ] [ 6 ] |
| 1995                              | Виктория-ЗАП                      | Первая лига                       | —                                 | 5 из 10                           | 18             | 8              | 4              | 6              | 26             | 22             | +4             | 28             | ⅛ финала      | [ 7 ]       |
| Итого Первая лига СССР (2 сезона) | Итого Первая лига СССР (2 сезона) | Итого Первая лига СССР (2 сезона) | Итого Первая лига СССР (2 сезона) | Итого Первая лига СССР (2 сезона) | 36             | 9              | 15             | 12             | 26             | 34             | -8             |                |               |             |
| Итого Первая лига (4 сезон)       | Итого Первая лига (4 сезон)       | Итого Первая лига (4 сезон)       | Итого Первая лига (4 сезон)       | Итого Первая лига (4 сезон)       | 74             | 29             | 19             | 26             | 80             | 68             | +12            |                |               |             |
| Всего                             | Всего                             | Всего                             | Всего                             | Всего                             | 110            | 38             | 34             | 38             | 106            | 102            | +4             |                |               |             |

1. 1 2 3 4 5  в сезонах 1989—1994 очки начислялись таким образом: 2 очка за победу, 1 за ничью и 0 за поражение
2. ↑  после сезона 1995 «Виктория-ЗАП» в связи с финансовыми трудностями прекратила существование в межсезонье

Кубок России

без учёта мячей забитых в сериях послематчевых пенальти
без учёта технических результатов

| Сезон             | Кубок России | Кубок России | Кубок России | Кубок России | Кубок России | Кубок России | Кубок России | Кубок России |
| Сезон             | И            | В            | Н            | П            | МЗ           | МП           | РМ           | Итог         |
| ----------------- | ------------ | ------------ | ------------ | ------------ | ------------ | ------------ | ------------ | ------------ |
| 1992              | 1            | 0            | 1            | 0            | 0            | 0            | 0            | ⅛ финала     |
| 1993              | 1            | 0            | 0            | 1            | 0            | 6            | -6           | ⅛ финала     |
| 1994              | 2            | 1            | 0            | 1            | 3            | 1            | +2           | 3ОТ          |
| 1995              | —            | —            | —            | —            | —            | —            | —            | ⅛ финала     |
| Итого за 4 сезона | 4            | 1            | 1            | 2            | 3            | 7            | -4           |              |

1. ↑  снялся

## Известные игроки
- Ирина Гедройц
- Елена Денщик
- Наталья Бронникова — единственный игрок клуба, вызывавшийся в сборную
- Светлана Камнева[8].